# Братська могила радянських воїнів у с. Орлівське
Братська могила радянських воїнів у селі Орлівське Новов’язівської сільської ради Юр’ївського району Дніпропетровської області. 

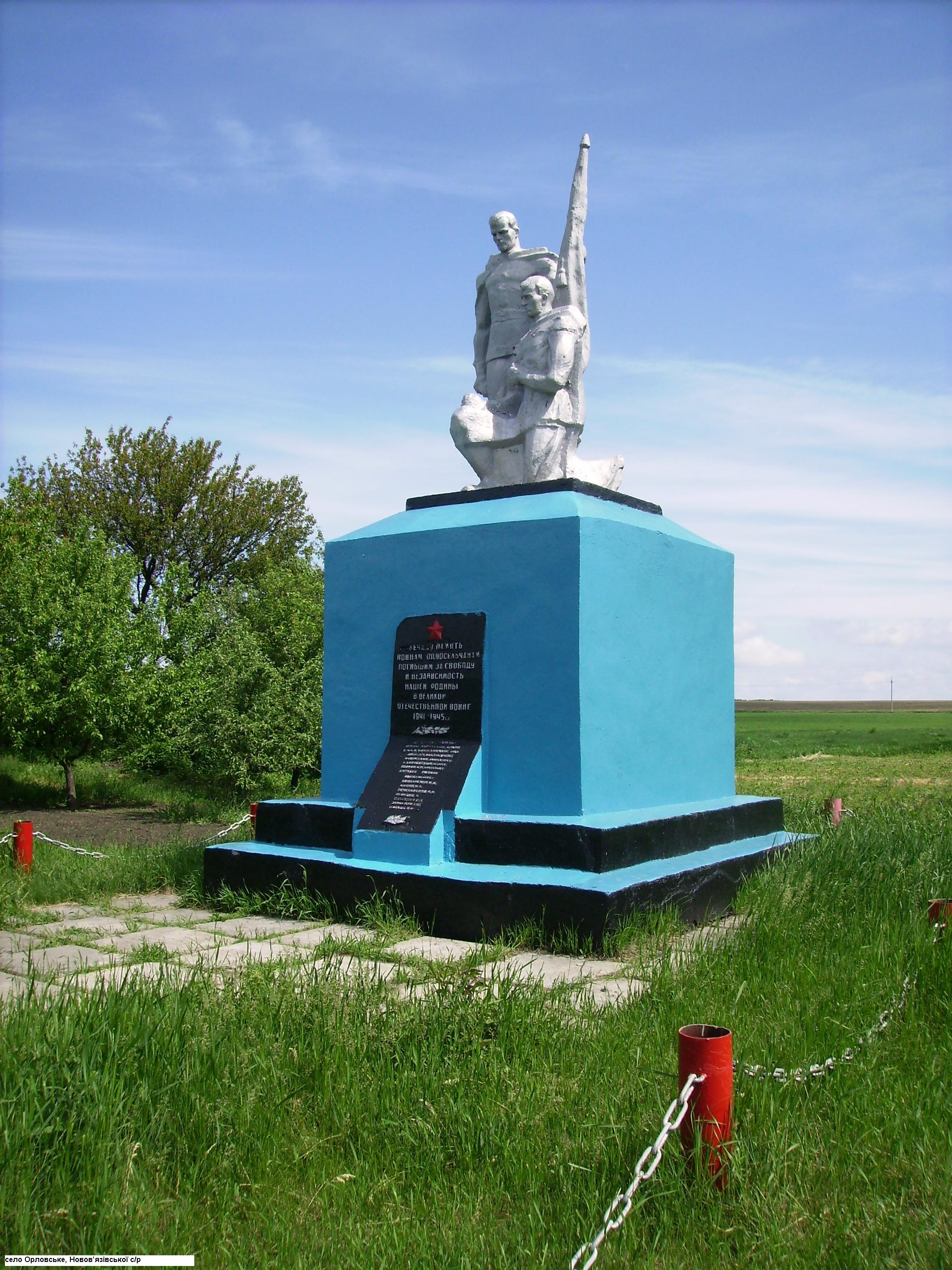
Братська могила радянських воїнів у с. Орлівське

## Історія
Братська могила радянських воїнів знаходиться біля магазину в центрі села Орлівське. У братській могилі поховано 6 воїнів 195 стрілецької 1-ї гвардійської армії Південно-Західного фронту, які загинули в вересні 1943 році при визволенні села від німецько-фашистських загарбників, і 5 мирних мешканців-жертв фашизму. У 1965 році біля могили встановлено скульптуру «Двоє воїнів зі стягом». Площа під пам’яткою — 10 × 15 м.

## Персоналії
1. Волков В. Н.
2. Данилов
3. Бондаренко І. М.
4. Мішин І. М.
5. Нечипуренко І. І.
6. Нефєдов К.
7. Сахацький Л. Н.
8. Зінченко Л. П.
9. Папуша І. Ф.

## Додаток
На постаменті знаходиться меморіальна дошка з написом «Вечная память героям, павшим в бою за свободу и независимость нашей Родины в период Великой Отечественной войны 1941—1945 гг.». Поховання та територія пам’ятки упорядковані.